# Roudeau
Der Roudeau (im Oberlauf auch Ruisseau de Sannes genannt) ist ein kleiner Fluss in Frankreich, der im Département Creuse in der Region Nouvelle-Aquitaine verläuft. Er entspringt oberhalb des Stausees Étang de Chatelard, im Gemeindegebiet von La Villeneuve, entwässert generell in nordwestlicher Richtung und mündet nach rund 18 Kilometern im Gemeindegebiet von Saint-Silvain-Bellegarde als rechter Nebenfluss in die Tardes.

## Orte am Fluss
(Reihenfolge in Fließrichtung)
- La Villeneuve
- Saint-Bard
- Sannes, Gemeinde Mautes
- Outrelaigue, Gemeinde Mautes
- Sannejouand, Gemeinde La Villetelle
- Sannegrand, Gemeinde Saint-Silvain-Bellegarde
- Chez Taverne, Gemeinde Saint-Silvain-Bellegarde